# Лаврентьева, Наталья Ивановна
Наталья Ивановна Лаврентьева — советский государственный и политический деятель, передовик производства, лауреат Сталинской премии третьей степени.

## Биография
Родилась в селе Бураково Казанской губернии в 1912 году. Член ВКП(б).
С 1930 года — на общественной и политической работе. В 1930—1962 гг. — ткачиха Казанского льнокомбината им. Ленина.
Отличник текстильной промышленности. Инициатор движения ткачих-многостаночниц в льняной промышленности. Обучала работниц завода передовым методам производства. При работе на 10 станках выполнила пятилетний план в четыре года. За новые стахановские методы работы и усовершенствование производства на предприятиях лёгкой промышленности удостоена Сталинской премии III степени в 1951 году.
Избиралась депутатом Верховного Совета СССР 3-го, 4-го и 5-го созыва.
Умерла в Казани в 1999 году.